# Russ Millions
Shylo Batchelor Ashby Milwood (născut la 20 martie 1996), cunoscut profesional ca Russ Millions, Russ Splash sau pur și simplu Russ, este un rapper și compozitor britanic În decembrie 2018 a lansat single-ul său "Gun Lean" pe Virgin Records. Piesa a atins numărul 9 în Marea Britanie Singles Chart, devenind prima pistă de drill din Marea Britanie care a ajuns în top 10.
Dansul pe care Russ îl interpretează în videoclipul muzical a devenit o „nebunie de dans” și a fost mimat de fotbaliști, printre care Jesse Lingard. A fost clasat de The Guardian pe locul 10 pe lista lor cu „cele mai mari nebunii de dans de muzică pop”.
În aprilie 2019, single-ul său de urmărire "Keisha & Becky" cu Tion Wayne a intrat în Marea Britanie Singles Chart la numărul 19, iar mai târziu a ajuns la numărul șapte. Piesa a fost certificată ulterior Platinum de către British Phonographic Industry (BPI).

## Discography

### Albume
- Russ Hour (2020)
- My Son: The EP (2020)

### Single-uri
| Titlu                                                                                           | An   | Peak chart positions | Peak chart positions | Peak chart positions | Peak chart positions | Peak chart positions | Certifications             | Album                 |
| Titlu                                                                                           | An   | UK                   | AUS                  | IRE                  | NZ                   | SWE                  | Certifications             | Album                 |
| ----------------------------------------------------------------------------------------------- | ---- | -------------------- | -------------------- | -------------------- | -------------------- | -------------------- | -------------------------- | --------------------- |
| "Trick or Treat" (cu LATTZ)                                                                     | 2018 | —                    | —                    | —                    | —                    | —                    |                            | Single-uri fără album |
| "Gun Lean"                                                                                      | 2018 | 9                    | —                    | 49                   | —                    | —                    | - BPI: Aur                 | Single-uri fără album |
| "Keisha & Becky" (cu Tion Wayne)                                                                | 2019 | 7                    | —                    | 44                   | —                    | —                    | - BPI: Platina             | Single-uri fără album |
| "Mr Sheeen" (cu Digga D)                                                                        | 2019 | 28                   | —                    | —                    | —                    | —                    |                            | Single-uri fără album |
| "VidaLoca" (cu Pressa si Taze)                                                                  | 2019 | —                    | —                    | —                    | —                    | —                    |                            | Single-uri fără album |
| "OMG" (cu LD)                                                                                   | 2019 | —                    | —                    | —                    | —                    | —                    |                            | Single-uri fără album |
| "Splash" (cu Dappy)                                                                             | 2020 | 78                   | —                    | —                    | —                    | —                    |                            | Single-uri fără album |
| "Killy Killy" (cu Jon Z si Quada)                                                               | 2020 | —                    | —                    | —                    | —                    | —                    |                            | Single-uri fără album |
| "Playground Finale"                                                                             | 2020 | —                    | —                    | —                    | —                    | —                    |                            | Single-uri fără album |
| "Plugged In" (cu Fumez the Engineer)                                                            | 2021 | —                    | —                    | —                    | —                    | —                    |                            | Single-uri fără album |
| "Body" (cu Tion Wayne)                                                                          | 2021 | 1                    | 1                    | 1                    | 1                    | 4                    | - BPI: Platina - ARIA: Aur | Single-uri fără album |
| "Big Shark"                                                                                     | 2021 | —                    | —                    | —                    | —                    | —                    |                            | Single-uri fără album |
| „—” indică o înregistrare care nu a fost plasata sau nu a fost lansată pe teritoriul respectiv. |      |                      |                      |                      |                      |                      |                            |                       |